# Evelina Crüsell
Evelina Crüsell (* 3. Mai 2004) ist eine schwedische Skilangläuferin.

## Werdegang
Crüsell, die für den Skellefteå Skidklubb startet, nahm bis 2024 an Juniorenrennen teil und wurde im Jahr 2024 schwedische Juniorenmeisterin im 15-km-Massenstartrennen sowie über 5 km klassisch. In der Saison 2023/24 nahm sie in Gällivare erstmals am Skilanglauf-Weltcup teil, wobei sie mit dem 36. Platz über 10 km Freistil ihre ersten Weltcuppunkte holen konnte. Bei den Junioren-Skiweltmeisterschaften 2024 in Planica gewann sie jeweils die Goldmedaille mit der Staffel und über 10 km klassisch. Zudem wurde sie dort achte im Sprint und Vierte im 20-km-Massenstartrennen. Zu Beginn der Saison 2024/25 startete sie in Lillehammer erstmals im Scandinavian-Cup, wobei sie den 20. Platz im Sprint errang. Im weiteren Saisonverlauf erreichte sie in Falun mit dem zweiten Platz über 10 km klassisch ihre erste Podestplatzierung im Scandinavian-Cup und kam beim Weltcup in Les Rousses mit dem 25. Platz über 10 km Freistil sowie mit dem 21. Rang im 20-km-Massenstartrennen erneut in die Punkteränge.